# HMS Argus (1917)
HMS Argus – brytyjski lotniskowiec, który służył w Royal Navy w latach 1918–1944. Był to pierwszy lotniskowiec o przyjętej obecnie za standard konstrukcji, w której pokład na całej długości od rufy do dziobu okrętu wykorzystywany jest jako pas startowy (tzw. flush deck).

## Opis konstrukcji

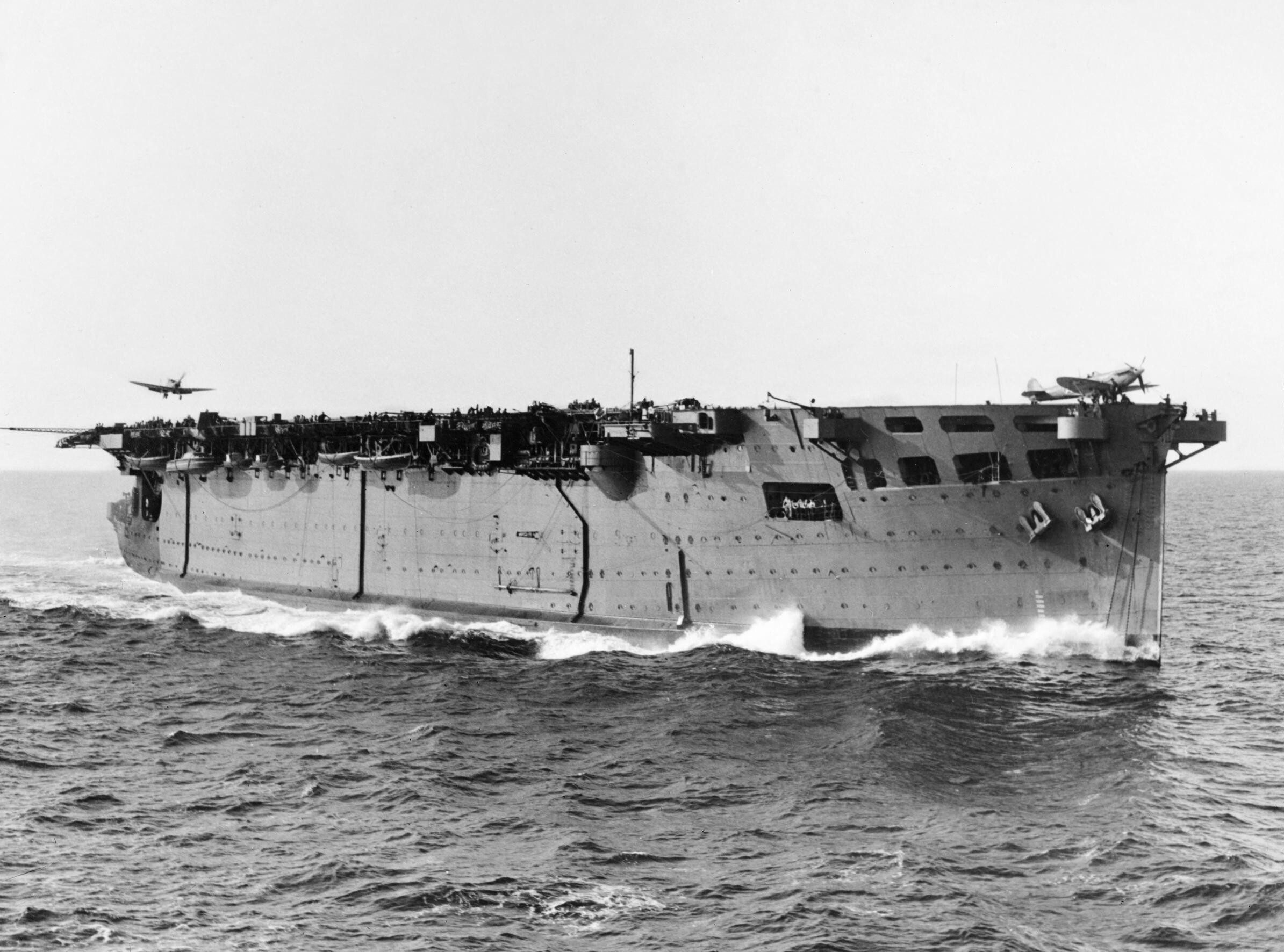
HMS "Argus" podczas operacji "Torch" w listopadzie 1942 roku

Podczas I wojny światowej w brytyjskiej flocie zaczęły się pojawiać okręty przystosowane do bazowania wodnosamolotów. Do takiej roli dostosowywano najczęściej różne jednostki handlowe. Jedną z nich był budowany od czerwca 1914 roku na zamówienie włoskich linii oceanicznych Lloyd Sabaudo Line z Genui w stoczni Beardmore w Dalmuir (obecnie część Glasgow) transatlantyk pasażerski „Conte Rosso”. Jego kadłub, przejęty w sierpniu 1916 roku przez Royal Navy, miał być wykorzystany do budowy bazy dla samolotów pływakowych, jednak w trakcie przebudowy zapadła decyzja o dostosowaniu jednostki do przyjmowania samolotów z podwoziem kołowym. Po rozpatrzeniu kilku projektów wybrano wariant z pokładem startowym na całej długości jednostki i z dużym hangarem pod nim. Okręt otrzymał nazwę "Argus" i stał się pierwszym w świecie prawdziwym lotniskowcem, z gładkim pokładem na całej długości. Jednostkę zwodowano 2 grudnia 1917 roku, a przekazano do służby 16 września 1918 roku.
W nadbudowie na prawie niezmienionym kadłubie został umieszczony hangar o długości 89,7 m i szerokości 15,2 m, dla lepszej ochrony przeciwpożarowej podzielony na cztery sekcje. Pokład lotniczy został wsparty na kratownicach na dachu hangaru i początkowo miał niewielki spadek na dziobie. Samoloty na pokład dostarczały dwie windy. Nie przewidywano zastosowania katapulty lub lin hamujących. W 1922 roku oba podnośniki zastąpiono jednym większym o udźwigu 6100 kg. Okręt od początku traktowano jako jednostkę doświadczalną i zainstalowano tylko tymczasowe uzbrojenie, chociaż pomieszczenia przewidziane na zapasy amunicji i bomb wyposażono w pancerne osłony grubości 51 mm. Ponieważ stateczność okrętu nie była najlepsza, przeprowadzono modernizację połączoną z dodaniem bocznych bąbli. Trwała ona od 1 listopada 1925 do 19 stycznia 1927 roku. W 1936 roku z pokładu "Argusa" przeprowadzono próby ze startem i lądowaniem kierowanych radiem bezpilotowych samolotów Queen Bee. Podczas remontu w latach 1937–1938 na okręcie zamontowano eksperymentalną katapultę hydrauliczną BH III umożliwiającą start samolotu o masie 5500 kg z prędkością 122 km/h oraz dodano cztery liny hamujące. Przy okazji wymieniono też kotły na pochodzące z wycofanych niszczycieli, chociaż niewiele to pomogło i jednostka nie mogła przekroczyć prędkości 18,75 węzła. Jednocześnie zdemontowano uzbrojenie. Dopiero na początku 1940 roku okręt ponownie uzbrojono w dwa działa przeciwlotnicze 102 mm na rufie i trzy poczwórne karabiny maszynowe 12,7 mm. We wrześniu-październiku 1942 okręt zamiast pojedynczych dział otrzymał dwa podwójne stanowiska dział 102 mm umieszczone na sponsonach burtowych w części dziobowej, 13 działek Oerlikon 20 mm i cztery poczwórne km-y 12,7 mm. Jednocześnie pokład startowy wydłużono do 172,2 m.

## Przebieg służby
Służbę "Argus" rozpoczął w składzie Grand Fleet we wrześniu 1918 roku. Pierwszy samolot wystartował z jego pokładu 1 października 1918 roku. Po zakończeniu I wojny światowej od stycznia 1920 roku wchodził w skład floty działającej na Atlantyku. W kwietniu 1930 roku lotniskowiec został przeniesiony do rezerwy. Przywrócenie go do służby, w charakterze jednostki doświadczalnej, nastąpiło w styczniu 1936 roku. Następnie po remoncie przeprowadzonym w 1937 roku okręt służył od 30 lipca 1938 roku jako jednostka szkolna lotnictwa morskiego. Po wybuchu II wojny światowej aż do upadku Francji stacjonował w Tulonie jako okręt szkolny. Potem zawrócił do Wielkiej Brytanii i był wykorzystywany jako transportowiec samolotów. W 1941 roku włączono go do składu eskorty konwojów. Dostarczał samoloty do Związku Radzieckiego i na Maltę. Na początku 1942 roku przeszedł remont, po którym rozpoczął służbę jako okręt bojowy. Okręt uczestniczył w alianckich konwojach na Maltę oraz zapewniał wsparcie podczas lądowania w Afryce Północnej. 10 listopada 1942 roku został trafiony niemiecką bombą. Po remoncie, we wrześniu 1943 roku przeklasyfikowano go na okręt szkolny. W tej roli używany był do sierpnia 1944 roku kiedy stał się jednostką pomocniczą. 5 grudnia 1946 roku został sprzedany na złom.